# Zizaniopsis villanensis
Zizaniopsis villanensis là một loài thực vật có hoa trong họ Hòa thảo. Loài này được Quarín miêu tả khoa học đầu tiên năm 1976.